# بعثة الاتحاد الإفريقي في الصومال
بعثة الاتحاد الأفريقي في الصومال (بالإنجليزية: African Union Mission in Somalia أو اختصارا AMISOM) بعثة حفظ سلام إقليمية نشطة يديرها الاتحاد الأفريقي بموافقة مجلس الأمن التابع للأمم المتحدة. كُلّفت بدعم الهياكل الحكومية الانتقالية، وتنفيذ خطة الأمن القومي، وتدريب قوات الأمن الصومالية، والمساعدة في خلق بيئة آمنة لإيصال المساعدات الإنسانية. تدعم بعثة الاتحاد الأفريقي في الصومال- كجزء من واجباتها- قوات الحكومة الفيدرالية الصومالية في معركتها ضد مقاتلي حركة الشباب الإسلامية.
تأسست بعثة الاتحاد الأفريقي في الصومال بقرار من مجلس السلام والأمن التابع للاتحاد الأفريقي في 19 يناير 2007 مع تفويض أولي لمدة ستة أشهر. وافق مجلس الأمن التابع للأمم المتحدة على تفويض البعثة في 21 فبراير 2007، كما أذن بالتجديدات اللاحقة لتفويض بعثة الاتحاد الأفريقي في الصومال من قبل مجلس السلام والأمن التابع للاتحاد الأفريقي كل ستة أشهر.
مُدّدت فترة تفويض بعثة الاتحاد الأفريقي في الصومال في كل مرة خضعت فيها للتقييم، وآخرها في مايو 2019. كان من المقرر أن ينتهي آخر تفويض في 31 مايو 2020 مع تخفيض حجم القوات لحد أقصاه 19626 جندي بحلول 28 2020.
أعاد مجلس الأمن التابع للأمم المتحدة تفويض بعثة الاتحاد الأفريقي في الصومال لمدة ثلاثة أشهر في 21 ديسمبر 2021، واعتمد القرار 2614 (2021) بالإجماع، ويستمر التفويض الجديد حتى 31 مارس 2022، قبل التسليم المرحلي للمسؤوليات إلى قوات الأمن الصومالية في أوائل العام المقبل. يسمح التفويض المُجدد لبعثة الاتحاد الأفريقي في الصومال «باتخاذ جميع التدابير اللازمة لمباشرة تفويضها، مع الامتثال الكامل لالتزامات الدول المشاركة» بموجب القانون الدولي، بما في ذلك القانون الإنساني الدولي والقانون الدولي لحقوق الإنسان، ومع الاحترام الكامل لسيادة الصومال، والسلامة الإقليمية، والاستقلال السياسي.

## خلفية
استبدلت بعثة الاتحاد الأفريقي في الصومال (أميسوم) وأُدرجت مكانها بعثة إيغاد لدعم السلام في الصومال (إيغاسوم)، وهي بعثة مقترحة للهيئة الحكومية الدولية المعنية بحماية التنمية والتدريب في الصومال والتي وافق عليها الاتحاد الأفريقي في 14 سبتمبر 2006. وافق مجلس الأمن التابع للأمم المتحدة على إيغاسوم في 6 ديسمبر 2006.
اقتُرحت إيغاسوم أصلًا لتباشر مهماتها فورًا في مارس 2005 بهدف توفير قوات حفظ السلام للمرحلة الأخيرة من الحرب الأهلية الصومالية.
لم يكن اتحاد المحاكم الإسلامية في ذلك الوقت قد سيطر بعد على مقديشو، ووقعت معظم الآمال في الوحدة الوطنية على عاتق الحكومة الاتحادية الانتقالية التي نُظمت في نيروبي في كينيا عام 2004، وخططت لإنشاء العاصمة في بيدوا في محافظة باي الصومالية.
اختلف الوضع بحلول مايو 2005، إذ استعان اتحاد المحاكم الإسلامية بعدها بالتحالف من أجل استعادة السلام ومكافحة الإرهاب، وحاربوا من أجل السيطرة على مقديشو في معركة مقديشو الثانية. سيطروا على العاصمة بحلول يونيو، وانتشرت المعارك في أجزاء أخرى من البلاد، واكتسب اتحاد المحاكم الإسلامية شعبية.
استمرت خطط إيغاسوم، رغم ظهور مؤشرات للمعارضة من قبل اتحاد المحاكم الإسلامية بحلول شهر يوليو، الذي رأى المبادرة كوسيلة غربية مدعومة من الولايات المتحدة للحد من نمو حركتهم الإسلامية.
فرض مجلس الأمن الدولي حظر توريد الأسلحة على المجموعة حتى ديسمبر 2006، إلا أنه عاد ورفع الحظر جزئيًا وأصدر تفويض مدته 6 أشهر لإيغاسوم في 6 ديسمبر 2006.

## التفويض
أذن مجلس الأمن التابع للأمم المتحدة للاتحاد الأفريقي بإيفاد بعثة حفظ سلام في 21 فبراير 2007، وبتفويض مدته ستة أشهر. وصل مسؤولون عسكريون أوغنديون إلى الميدان في الصومال في مارس 2007. مدد مجلس الأمن التابع للأمم المتحدة في 20 أغسطس 2007، الإذن الممنوح للاتحاد الأفريقي بمواصلة نشر قوات بعثة الاتحاد الأفريقي في الصومال لمدة ستة أشهر أخرى، وطلب من الأمين العام استكشاف خيار استبدال بعثة الاتحاد الأفريقي بعملية حفظ سلام تابعة للأمم المتحدة في الصومال.

وافق مجلس الأمن بالإجماع على القرار 2472 في 31 مايو 2019، والذي يسمح للدول الأعضاء في الاتحاد الأفريقي بالاستمرار في نشر قوات بعثة الاتحاد الأفريقي في الصومال حتى 31 مايو 2020، مع تخفيض عدد القوات إلى 19626 جندي بحلول 28 فبراير 2020.
قرر مجلس الأمن، في اجتماع عقد عبر الفيديو في 29 مايو، أن يأذن مجددًا بنشر أفراد بعثة الاتحاد الأفريقي في الصومال (أميسوم) لمدة تسعة أشهر، بهدف دعم الأمن في الفترة التي تسبق الانتخابات والعمل من أجل التسليم التدريجي للمسؤوليات إلى القوات الصومالية بحلول عام 2021.

## التخطيط للبعثة

### نطاق البعثة
افتُرض أن تبلغ قوات إيغاسوم في نهاية المطاف 8000 جندي، بتكلفة متوقعة تبلغ 335 مليون دولار للسنة الأولى. لم تكن الدول المتاخمة للصومال مؤهلة لنشر قوات تحت إشراف إيغاسوم، وفقًا لقرار مجلس الأمن الدولي رقم 1725. تشمل دول إيغاد الأعضاء (غير الحدودية) المتبقية السودان وإريتريا وأوغندا. توسعت المهمة لتشمل الدول الأعضاء الأخرى في الاتحاد الأفريقي، بسبب الاعتراض على العبء الواقع على هذه الدول الثلاث وحدها (والتنافس بين إثيوبيا وإريتريا).
تتميز أميسوم بتكوين مختلف، إذ اقتُرح أن تتألف من ثلاث كتائب أولية، ومن ثم تتوسع إلى ما مجموعه تسع كتائب تضم كل واحدة 850 جنديًا، ومهمتها الحفاظ على فترة استقرار أولية مدتها ستة أشهر. كان من المقرر أن تكون البعثة على غرار بعثة الاتحاد الأفريقي في بوروندي (أميب).

### معارضة اتحاد المحاكم الإسلامية
أعلن الزعيم في اتحاد المحاكم الإسلامية، الشيخ حسن ضاهر عويس في 25 مارس 2005 عن عدم الرغبة في وجود قوات حفظ سلام في البلاد. نقلت هيئة الإذاعة البريطانية عنه قوله: «سنقاتل بضراوة حتى الموت أي قوة دخيلة تصل إلى الصومال». لم يُتوقّع في ذلك الوقت أن يصبح اتحاد المحاكم الإسلامية القوة السياسية أو العسكرية التي أصبح عليها لاحقًا.
شعر مراقبو الأمم المتحدة بقلق متزايد من عداء اتحاد المحاكم الإسلامية تجاه مهمة إيغاسوم المقترحة، بعد تزايد نفوذ الاتحاد عقب الاستيلاء على العاصمة في معركة مقديشو الثانية بين مايو ويونيو 2006.
اجتمع كل من اتحاد المحاكم الإسلامية والهيئة الحكومية الدولية المعنية بالتنمية (إيغاد) ونشرا بيانًا وديًا ورسميًا، يلزم اتحاد المحاكم الإسلامية بخطط إيغاد في 2 ديسمبر، إلا أن اتحاد المحاكم الإسلامية كان صريحًا بحلول الوقت الذي صدر فيه قرار مجلس الأمن التابع للأمم المتحدة رقم 1725 في 6 ديسمبر، وعارض بشدة دخول قوات حفظ السلام إلى الصومال، وتعهد بمعاملة أي قوة من قوات حفظ السلام كقوات معادية.
أبدى اتحاد المحاكم الإسلامية مقاومة من أجل السماح للقوات الإثيوبية بالمشاركة في المهمة، بسبب الانقسامات الإقليمية. كانت إثيوبيا متخوفة من السماح للقوات الإريترية بأن تشارك في قوة حفظ السلام التابعة لإيغاد.
انسحب أعضاء الهيئة الحكومية الدولية المعنية بالتنمية (إيغاد) الوحيدون الذين عرضوا علانيةً إرسال قوات (كتيبة) لمواجهة تهديدات اتحاد المحاكم الإسلامية، بسبب مخاوف بشأن جدوى البعثة الحالية. لا تسمح الأزمة بوجود قوات حفظ السلام عندما تكون هناك أعمال عدائية نشطة بأسلحة ثقيلة، وفقًا لأوغندا.
جددت أوغندا مرة أخرى تعهدها بإرسال كتيبة من القوات في 1 يناير 2007، بعد هزيمة اتحاد المحاكم الإسلامية في معارك مختلفة في ديسمبر 2006. تشاركت أوغندا ونيجيريا (وهي دولة عضو في الاتحاد الأفريقي، ولكن ليس في إيغاد) بتعهد بإرسال 8000 جندي حفظ سلام، وأفادت تقارير أن غانا ورواندا وتنزانيا فكرت في إرسال قوات.

## المهمة
تم إنشاء هذه المهمة من قبل مجلس السلم والأمن التابع للمنظمة في 19 يناير 2007 لمدة ستة أشهر مع موافقة مجلس أمن الأمم المتحدة في 21 فبراير 2007 في قرارها ال1744. وفي القرار 1772 المؤرخ في 20 أغسطس 2007 شجع مجلس الأمن بعثة الأميسوم على مساندة الحكومة الفدرالية الانتقالية، وتنفيذ إستراتيجية الأمن القومي وكذلك تدريب قوات الأمن الصومالية وأخيرا المساعدة على خلق بيئة آمنة لإيصال المساعدات الإنسانية. 

منذ ذلك تم تمديد مهمة البعثة كل 6 أو 12 شهرا. في 8 يناير 2010، قام مجلس السلم والأمن بتمديد المهمة ل12 شهرا. في قراره 1910 المؤرخ في 28 يناير 2010، قام مجلس أمن الأمم المتهدة بتمديد مهمة الأميسوم حتى 31 يناير 2011.

## الفريق
سنة 2010، كان في البعثة 250 5 جندي، منهم 550 2 جندي من بوروندي و700 2 جندي من أوغندا. في 25 فبراير 2011، وصل عدد الجنود المشاركين 375 8، وفي نوفمبر 2009 إزداد إلى 700 9، ثم في 2012 بلغ 000 12 جندي، منهم 850 من جيبوتي تم بعثهم في نهاية 2011، هذا إلى جانب فرقة من سيراليون توجهت للصومال في صيف 2012 بالإضافة إلى طلب 000 20 جندي أخر. ثم في يونيو 2012 وصلت فرقة من كينيا قوامها 631 4 جندي. 

كل هذه القوات تحارب تنظيم الشباب الصومالي في حرب غير متناظرة. الخسائر البشرية بين 2007 و2011 تعد ب250 جندي.

أما البعثة في 1 سبتمبر 2013 فتتكون من:
| الدولة   | عدد الجنود |
| -------- | ---------- |
| أوغندا   | 223 6      |
| بوروندي  | 432 5      |
| كينيا    | 652 4      |
| جيبوتي   | 960        |
| سيراليون | 850        |
| المجموع  | 117 18     |

## تهمة اغتصاب النساء
حسب منظمة هيومن رايتس ووتش، فإن جنود بعثة الأميسوم قاموا باغتصاب واستغلال النساء والبنات في قواعدهم في مقديشو. وجاء في التقرير «قوات الاتحاد الأفريقي، تقوم بذلك باستخدام وسطاء صوماليين مستخدمة مجموعة متنوعة من الأساليب، بما في ذلك المساعدات الإنسانية، لإجبار النساء والفتيات للقيام بالنشاط الجنسي. كما اغتصبوا النساء جنسيا اللواتي كن يطلبن المساعدة الطبية أو الماء في قواعد البعثة»، ودعت المنظمة «البلدان المساهمة بقواتها والاتحاد الأفريقي والمانحين الذين يمولون البعثة بوجوب التحقق على وجه السرعة في هذه الانتهاكات وتعزيز الإجراءات في الصومال لضمان العدالة» وكان هذا في تقرير من 71 صفحة.

## وصلات خارجية
- الموقع الرسمي للاتحاد الأفريقي.
- صفحة المهمة والبعثة على موقع مجلس السلم والأمن التابع للاتحاد الأفريقي.